# Атанас Шопов (дипломат)
Вижте пояснителната страница за други личности с името Атанас Шопов.
Атанас Петров Шопов е български църковен деятел, изтъкнат дипломат, учен, публицист и преводач.

## Биография
Роден е в Панагюрище през 1855 година. Завършва местното класно училище и учи във Военномедицинското училище в Цариград, където е и служител на Българската екзархия. След Априлското въстание от 1876 година прекъсва учението си. Като екзархийски представител посещава засегнатите въстанически селища в ІV революционен окръг, като публикува във вестник „Стара планина“ подробно изложение на турските зверства. Дейността му предизвиква гнева на османските власти. Принуден е да емигрира в Русия. Взема участие в Руско-турската освободителна война (1877 – 1878) като преводач и разузнавач към командването на руската армия. Награден е с лента за храброст на Александрийския кръст.
След Освобождението завършва право в Санкт Петербург, а след това специализира и в Парижката Сорбона. Става член на софийския апелативен съд, а по-късно работи като главен секретар на Българската екзархия в Цариград (1884 – 1897), български търговски агент (1897 – 1908) и генерален консул в Солун (1909 – 1913).
През 1884 година е избран за редовен член на Българското книжовно дружество (днес Българска академия на науките). В 1885 година издава книгата „Македония във време на хилядагодишнината на Св. Методия“, в която описва развитието на българското църковно и просвтено дело в областта.
В 1887 и 1891 година предприема пътувания из Тракия и Македония и след тях издава следните трудовете: „Народността и езикът на македонците“ (1888) и „Из живота и положението на българите във вилаетите“ (1893). Негови съчинения са и „Десетдневно царуване. Из българското въстание в 1876 г. Дневници на един бунтовник“ (1881), „Из новата история на българите в Турция“ (1895), „Македония от етнографско, историческо и езиково гледище“, „Сръбските претенции над Скопската епархия“, „Истината върху конституционния режим на младотурците“ и други. Редактира и сътрудничи на редица периодични издания. Пише статии по педагогически въпроси, публикува стихотворения, превежда от гръцки и френски език.
| |
| Писмо от Шопов до княжеския дипломатически агент в Цариград Иван Ст. Гешов, с приложени заплашителни телеграма и писма от прочутите дебърски разбойници Хасан Калош и Тахир Тола, изпратени до българите в Галичник, 6 март 1903 г. |

В периода 1897–1913 година Шопов оглавява българското консулство в Солун. През този период той организира придобиването за нуждите на консулството на Осман Али бей вила.
След края на Първата световна война е избран от Министерския съвет заедно с Тодор Павлов да участват в комисия по изработването на мемор върху националните искания на България.
Шопов умира през 1922 година.
- Съчинения
- Офейковъ. Македония въ време на хилядагодишнината на Св. Методия.   Пловдивъ, Печатница на Ед. Дионне, 1885.
- Ofeicoff. La Macédoine au point de vue ethnographique, historique et littéraire.   Philippopoli, Imprimerie Centrale, 1887.
- Шоповъ, А. Народностьта и езика на македонцитѣ.   Пловдивъ, Търговска Печатница, 1888.
- Шоповъ, А. Изъ новата история на българитѣ въ Турция.   Пловдивъ, Търговска Печатница, 1895. Посетен на 11 март 2017.
- Focief, O. La justice turque et les réformes en Macédoine; aperçu sur leur histoire et leur organisation, leur fonctionnement et leurs abus.   Paris, Librarie Plon, 1907.

## Памет
На Атанас Шопов е наречена улица в квартал „Малинова долина“ в София (Карта).